# Friedenspriester
Als Friedenspriester wurden in der Tschechoslowakei und Ungarn Priester bezeichnet, die mit dem Staat zusammenarbeiteten und versuchten, in der Kirche im Sinne des Kommunismus zu wirken.

## 1951–1968
Zum ersten Mal kam der Begriff 1951 auf. Der Staat versuchte, die kirchliche Einheit zwischen tschechoslowakischen Katholiken und römisch-katholischer Weltkirche zu zerstören, indem er eine Organisation regimeloyaler „Friedenspriester“ förderte. Dem Staat gelang es, die Mitglieder dieses Vereins in führende Stellungen zu bringen. Infolge des Prager Frühlings wurde die Friedenspriesterbewegung aufgelöst. An ihre Stelle trat „das Werk für nachkonziliare Erneuerung“.

## 1971–1989
1971 wurden der „Verein der katholischen Geistlichen Pacem in terris“ gegründet. Er arbeitete mit dem atheistischen Regime zusammen. Der Staat verfolgte damit eine Ghettoisierung der römisch-katholischen Kirche sowie das Lahmlegen und Auslöschen von Religiosität.
Die Basis dieser Organisationen bildeten Priester, die sich selbst als „Patrioten“ und später in Anlehnung an die Enzyklika Pacem in terris als „Friedenspriester“ bezeichneten; der kirchenkonforme Name sollte die Kollaborationstätigkeit verdecken.
Ihre Orientierung am sowjetischen Kommunismus drückte das Motto „Ex oriente lux“ aus. Wie in liturgisch-lyrischer Sprache Christus als aufsteigende Sonne aus dem Osten verstanden wurde, komme ebenso „aus dem Osten (…) unter der Schirmherrschaft der UdSSR der Frieden“. Die Mitglieder waren davon überzeugt, dass „keine der bisherigen Staatseinrichtungen (…) uns solche Möglichkeiten [gab], das Evangelium Christi anzubringen, wie unsere volksdemokratische Gesellschaftsordnung“.
Manche Mitglieder waren von der Kompatibilität der frohen Botschaft des Evangeliums mit der kommunistischen Ideologie und Praxis überzeugt, andere nutzten die Vorteile der Mitgliedschaft. Die Katholische Zeitung wurde zum Sprachrohr der Friedenspriester.

## Kritik
Die Untergrundkirche protestierte 1975 gegen die offen ausgesprochene Zielsetzung von Pacem in terris, dass „der Erziehungsprozess [der Kirche] im marxistisch-leninistischen Weltgedanken gipfeln muss“. „Die Katholische Zeitung […] serviert ohne Kommentar den Gläubigen einen Vortrag, in dem unverhohlen gesagt wird: Wir beseitigen sie als Religion und als Kirche. Wir beseitigen den Glauben an Gott und Gott selbst. Ihr könnt mitmachen! […] Ihr Organisatoren von Pacem in terris – was wollt ihr noch? Ihr seid zur Tribüne geworden, durch die die Atheisten öffentlich verkünden, dass sie Gott beseitigen. Und ihr habt geschwiegen: Nein, ihr habt geklatscht! […] Ihr verbraucht eure Gehälter und Pensionen, reist um die Welt, verteilt die Gelder für engagierte Artikel – die Gläubigen habt ihr ausgeliefert […] Still habt ihr in zahlreichen Städten für dreißig Silberlinge den Atheisten unsere Kinder verkauft – zum Religionsunterricht gehen sie nicht mehr. Die Beamten haben Angst, in die Kirche zu gehen. Die Studenten werden für ihren Glauben schikaniert. Die Sterbenden können sich nicht mit Gott aussöhnen […] Die Gläubigen kränkeln und weinen, aber Pacem in terris tut so, als wenn sie es nicht sehen würde. […] Sie verurteilt Emigranten, sie verurteilt die Kardinäle, die über uns im Ausland die Wahrheit sagen – dass sie uns um Gott berauben, im Herzen des christlichen Europas, vor dem Angesicht der ganzen Welt.“
Diese Reaktion der Untergrundkirche (Katakomben-Kirche) mit der ironischen Überschrift „Sie beseitigen uns, bitte klatschen!“ durfte nur in Samizdat erscheinen.
Die Zusammenarbeit des Klerus konnte durch Suspensionen und später auch das kirchliche Verbot aller Vereinigungen katholischer Geistlicher, die politische Ziele verfolgen, durch Quidam episcopi nur geringfügig eingedämmt werden. Im Jahr 1973 waren 37 % aller Priester auf dem Gebiet der Tschechoslowakei Mitglieder der Vereinigung Pacem in terris, im Jahr 1986 waren es immer noch 29,2 %. Die Autoren Balík und Hanuš bezeichnen die Friedenspriester angesichts der Dichotomie zwischen der Ekklesiologie der Kirche und den gesteckten Zielen des kommunistischen Regimes als Fünfte Kolonne oder als die „kollaborierende Kirche“.